# Rajko Ristic
Rajko Ristic (Servisch: Рајко Ристиц) (5 oktober 1967) is een Servisch voormalig langebaanschaatser. Hij nam deel aan het Wereldkampioenschap sprint 1998, daarbij eindigde hij als zevenendertigste in de eindrangschikking.

## Persoonlijke records
| Afstand    | Tijd    | Datum            | Baan    |
| ---------- | ------- | ---------------- | ------- |
| 500 meter  | 0 39,74 | 23 november 1997 | Calgary |
| 1000 meter | 1.18,69 | 20 december 1997 | Calgary |
| 1500 meter | 2.05,49 | 22 maart 1998    | Calgary |
| 3000 meter | 4.35,98 | 26 november 1994 | Calgary |
| 5000 meter | 8.01,79 | 27 november 1994 | Calgary |

## Resultaten
| Jaar | WK sprint            | Wereldbeker       |
| ---- | -------------------- | ----------------- |
| 1998 | 37e (40, 39, 37, 38) | 0p 500m 67e 1000m |

- = geen deelname
0p = wel deelgenomen, maar geen punten behaald
(#, #, #, #) = afstandspositie op sprinttoernooi (500m, 1000m, 500m, 1000m).